# 劉眉生

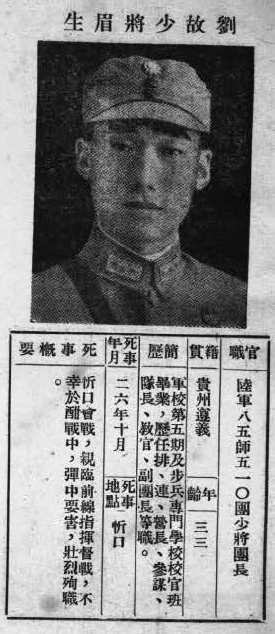
《抗戰軍人忠烈錄》（第一輯）中的劉眉生烈士遺像

劉眉生（1905年3月26日—1937年10月13日），字天嘏。貴州省遵義縣南白鎮人。他為抗日戰爭期間陣亡的中國軍方高級將領之一。

## 生平
1924年，考入赤水陆军学堂。1926年，考入黄埔军校第五期步兵科。毕业后，参加國民革命軍北伐。1929年，回至贵州，先后任黔军副营长、营长，兼任贵州省立三中军训教官。1934年，选送南京步兵学校校官班深造。毕业后，任江西九江光华中学军训教官。1935年9月，任国民革命军14军第85师505团中校营长。1936年，升任第85师510团副团长。1937年抗戰爆發时，为第85師510團團長:91。參加保定門頭溝戰役、忻口橫山戰役。在忻口會戰中親臨前沿，在陣地上慨然作書與妻子夏坤融訣別：「日寇兇殘奪我疆土，戮我同胞，願以七尺之軀，以報生我育我之故土，即令戰死沙場，我之榮矣。望吾卿切勿悲啼，希撫育兩子，續吾未盡之志，未完之業，誓死抗敵，光我華夏，吾雖死猶生，安笑九泉。」，後不幸被日軍彈片擊中，壯烈成仁，終年33歲。国民政府追授陆军少将:91。
1938年春，灵柩运抵重庆，再转运遵义。4月下旬，贵州省政府、遵义专署在遵义协台坝原省立三中广场举办公祭。贵州、遵义各机构、代表出席。1988年4月26日，中华人民共和国民政部追认为革命烈士。1996年4月，刘眉生妻子夏坤融逝世。其子刘伯禄、刘协禄将刘氏夫妇合葬于红花岗圆宝山东公墓第一层左侧:92。